# Turchia ai XXII Giochi olimpici invernali
La Turchia ha partecipato ai XXII Giochi olimpici invernali, che si sono svolti dal 7 al 23 febbraio a Soči in Russia, con una delegazione composta da sei atleti.

## Pattinaggio di figura
| Gara              | Atleta                       | Programma corto | Programma corto | Programma libero | Programma libero | Totale          | Totale          |
| Gara              | Atleta                       | Punti           | Posizione       | Punti            | Posizione        | Punti           | Posizione       |
| ----------------- | ---------------------------- | --------------- | --------------- | ---------------- | ---------------- | --------------- | --------------- |
| Danza su ghiaccio | Alisa Agafonova / Alper Uçar | 49.84           | 22              | non qualificati  | non qualificati  | non qualificati | non qualificati |

## Sci alpino

### Uomini
| Gara            | Atleta      | Manche 1 | Manche 1  | Manche 2 | Manche 2  | Totale  | Totale    |
| Gara            | Atleta      | Tempo    | Posizione | Tempo    | Posizione | Tempo   | Posizione |
| --------------- | ----------- | -------- | --------- | -------- | --------- | ------- | --------- |
| Slalom gigante  | Emre Simsek | 1'40"26  | 76        | 1'37"38  | 67        | 3'17"64 | 68        |
| Slalom speciale | Emre Simsek | DNF      | DNF       | DNF      | DNF       | DNF     | DNF       |

### Donne
| Gara            | Atleta        | Manche 1 | Manche 1  | Manche 2 | Manche 2  | Totale  | Totale    |
| Gara            | Atleta        | Tempo    | Posizione | Tempo    | Posizione | Tempo   | Posizione |
| --------------- | ------------- | -------- | --------- | -------- | --------- | ------- | --------- |
| Slalom gigante  | Tuğba Kocaağa | 1'36"04  | 70        | 1'33"76  | 59        | 3'09"80 | 63        |
| Slalom speciale | Tuğba Kocaağa | 1'06"22  | 51        | 1'02"74  | 40        | 2'08"96 | 41        |

## Sci di fondo

### Distanza
| Gara                | Atleta            | Finale  | Finale   | Finale    |
| Gara                | Atleta            | Punti   | Distacco | Posizione |
| ------------------- | ----------------- | ------- | -------- | --------- |
| 15 km maschile      | Sabahattin Oğlago | 45'16"0 | +6'46"3  | 71        |
| 10 km femminile     | Kelime Çetinkaya  | 32'58"0 | +4'40"2  | 56        |
| Skiathlon femminile | Kelime Çetinkaya  | 47'17"7 | +8'44"1  | 61        |

### Sprint
| Gara             | Atleta            | Qualificazioni | Qualificazioni | Quarti di finale | Quarti di finale | Semifinale      | Semifinale      | Finale          | Finale          |
| Gara             | Atleta            | Tempo          | Posizione      | Tempo            | Posizione        | Tempo           | Posizione       | Tempo           | Posizione       |
| ---------------- | ----------------- | -------------- | -------------- | ---------------- | ---------------- | --------------- | --------------- | --------------- | --------------- |
| Sprint maschile  | Sabahattin Oğlago | 4'02"03        | 75             | non qualificato  | non qualificato  | non qualificato | non qualificato | non qualificato | non qualificato |
| Sprint femminile | Kelime Çetinkaya  | 3'05"00        | 67             | non qualificato  | non qualificato  | non qualificato | non qualificato | non qualificato | non qualificato |